# Agoraphobic Nosebleed
Agoraphobic Nosebleed é uma banda de grindcore e cybergrind formada em Massachusetts, Estados Unidos, no ano de 1994. Sua formação mudou ao longo dos anos, permanecendo apenas Scott Hull (que também toca na banda Pig Destroyer) da formação inicial. As letras da banda envolvem assuntos como drogas e violência. Uma curiosidade sobre a banda é que apesar de ter sido formada em 1994, o seu primeiro show ocorreu apenas em 2003 no New England Metal and Hardcore Festival, com apenas uma intro e duas canções.
Os Agoraphobic Nosebleed são umas das mais conhecidas bandas de grindcore, e influenciaram muitas outras bandas de grindcore.

## Integrantes
- Richard Johnson - vocal
- Katherine Katz - vocal
- Scott Hull - guitarra
- Jay Randall - vocais de apoio, efeitos eletrônicos

### Ex-integrantes
- Carl A. Shultz - vocal
- J. R. Hayes - vocal

## Discografia

### Demos
- 30 Song Demo K7 (1995)

### Álbuns de estúdio
- Agoraphobic Nosebleed (1996)
- Honky Reduction (1998)
- PCP Torpedo (1998)
- Frozen Corpse Stuffed with Dope (2002)
- Altered States of America (2003)
- PCP Torpedo/ANbRX (2006)
- Agorapocalypse (2009)

### Splits
- Agoraphobic Nosebleed/Cattlepress Split (1997)
- Agoraphobic Nosebleed/Enemy Soil Split (1997)
- Agoraphobic Nosebleed/Laceration split (1998)
- Agoraphobic Nosebleed/Gob Split (1998)
- Agoraphobic Nosebleed/Converge Split - The Poacher Diaries (1999)
- Agoraphobic Nosebleed/Benümb Split (2001)
- Agoraphobic Nosebleed/Halo Split (2002)

### Coletâneas
- Bestial Machinery (2005)